# Naixement miraculós
El naixement miraculós és un relat sobre naixements (incloent-hi la concepció) sobrenaturals o amb esdeveniments extraordinaris i que es lliguen a déus i herois per indicar el caràcter excepcional del nadó. El més conegut és la Nativitat de Jesús però és un motiu present a totes les cultures. Alguns exemples són:
- Horus, déu egipci que neix quan la seva mare intenta recompondre el cos esquarterat de l'espòs[1]
- Isaac concebut quan Sara ja tenia la menopausa per intervenció divina
- Zoroastre que va néixer rient
- Afrodita que neix quan el mar s'impregna del semen del castrat Urà
- Atena, la qual sorgeix del cap de Zeus
- Helena que neix d'un ou
- Deganawida qui va ser prèviament una fura
- Emperador Groc concebut amb un llamp
- Rama, un déu encarnat per vèncer el dimoni